# Kara (zespół muzyczny)
Kara (kor. 카라) – koreańska żeńska grupa muzyczna (girls band) założona w 2007 roku. Nazwa Kara pochodzi od greckiego słowa „chara” (χαρά, czyli „radość”), grupa interpretuje to jako „słodka melodia”. Zespół jest jedną z grup muzycznych z największą liczbą sprzedanych egzemplarzy albumów w Korei Południowej.
15 stycznia 2016 roku DSP Media ogłosiło, że umowy z Park Gyu-ri, Han Seung-yeon i Goo Ha-ra wygasły a one same nie zdecydowały się na przedłużenie kontraktu. Wraz z ich odejściem z wytwórni grupa zawiesiła aktywność. W kwietniu 2016 roku Park Gyu-ri wyjawiła, że zespół nie został rozwiązany, a członkinie mają nadzieję wydać nowe albumy w przyszłości. Po wielu dyskusjach na temat ponownego zjednoczenia na przestrzeni lat minialbum Move Again z okazji 15. rocznicy powstania grupy został wydany w listopadzie 2022 roku, a członkinie Nicole i Jiyoung ponownie dołączyły do zespołu.

## Członkinie grupy
- Park Gyu-ri (박규리, ur. 21 maja 1988 w Seulu)
- Han Seung-yeon (한승연, ur. 24 lipca 1988 w Seulu)
- Nicole Yongju Jung (정용주 ur. 7 października 1991 w Glendale)
- Kang Ji-young (강지영 ur. 18 stycznia 1994 w Paju)
- Heo Young-ji (허영지 ur. 30 sierpnia 1994 w Goyang)

### Byłe członkinie
- Kim Sung-hee (김성희 ur. 17 maja 1989 w Seulu)
- Goo Ha-ra (구하라, ur. 13 stycznia 1991 w Gwangju, zm. 24 listopada 2019 w Cheongdam-dong, Gangnam[4])

## Dyskografia
Albumy studyjne
| Rok                                            | Dane dot. albumu | Najwyższa pozycja | Najwyższa pozycja | Sprzedaż        | Certyfikaty        |
| Rok                                            | Dane dot. albumu | KOR (Gaon)        | JPN               | Sprzedaż        | Certyfikaty        |
| Koreańskie                                     | Koreańskie | Koreańskie        | Koreańskie        | Koreańskie      | Koreańskie         |
| ---------------------------------------------- | --- | ----------------- | ----------------- | --------------- | ------------------ |
| 2007                                           | The First Blooming - Wydany: 29 marca 2007 - Wytwórnia: DSP Media - Format: CD, digital download                              | X                 |                   |                 |                    |
| 2009                                           | Revolution - Wydany: 30 lipca 2009 - Wytwórnia: DSP Media - Format: CD, digital download                                      | X                 |                   |                 |                    |
| 2011                                           | Step - Wydany: 6 września 2011 - Wytwórnia: DSP Media - Format: CD, digital download                                          | 1                 | 5                 | - KOR: 106 250+ |                    |
| 2013                                           | Full Bloom - Wydany: 2 września 2013 - Wytwórnia: DSP Media - Format: CD, digital download                                    | 1                 | 25                | - KOR: 46 830+  |                    |
| Japońskie                                      | |                   |                   |                 |                    |
| 2010                                           | Girl's Talk (ガールズトーク) - Wydany: 24 listopada 2010 - Wytwórnia: Universal Sigma - Format: CD, digital download          | —                 | 2                 | - JPN: 443 491+ | - RIAJ: 2× Platyna |
| 2011                                           | Super Girl (スーパーガール) - Wydany: 23 listopada 2011 - Wytwórnia: Universal Sigma - Format: CD, digital download           | —                 | 1                 | - JPN: 750 746+ | - RIAJ: 3× Platyna |
| 2012                                           | Girls Forever (ガールズ フォーエバー) - Wydany: 14 listopada 2012 - Wytwórnia: Universal Sigma - Format: CD, digital download | —                 | 2                 | - JPN: 101 947+ | - RIAJ: Platyna    |
| 2013                                           | Fantastic Girls - Wydany: 28 sierpnia 2013 - Wytwórnia: Universal Sigma - Format: CD, digital download                        | —                 | 3                 |                 |                    |
| 2015                                           | Girl's Story - Wydany: June 17, 2015 - Wytwórnia: EMI Music Japan - Format: CD, digital download                              | —                 | 6                 |                 |                    |
| "–" oznacza, że wydawnictwo nie było notowane. | |                   |                   |                 |                    |

### Minialbumy
- 2008: Rock U
- 2008: Pretty Girl
- 2010: Lupin
- 2010: Jumping
- 2012: Pandora
- 2012: Solo Collection
- 2014: Day & Night
- 2015: In Love
- 2022: Move Again

### Single
- 2007: Break It
- 2007: If U Wanna
- 2007: Secret World
- 2008: Rock U
- 2008: Pretty Girl
- 2009: Honey
- 2009: Same Heart
- 2009: Wanna
- 2009: Mister
- 2010: Lupin
- 2010: We’re With You
- 2010: 2Me
- 2010: Jumping
- 2011: Jet Coaster Love
- 2011: Go Go Summer!
- 2011: Winter Magic
- 2011: Step
- 2012: Speed Up / Girl’s Power
- 2012: Electric Boy
- 2012: Pandora
- 2013: Bye Bye Happy Days!
- 2013: Thank You Summer Love
- 2013: Runaway
- 2013: Damaged Lady
- 2013: French Kiss
- 2014: Mamma Mia
- 2015: Summer☆gic / Sunshine Miracle / SUNNY DAYS
- 2015: Cupid
- 2022: When I Move